# Östlig klippelefantnäbbmus
Östlig klippelefantnäbbmus (Elephantulus myurus) är en däggdjursart som beskrevs av Thomas och Harold Schwann 1906. Elephantulus myurus ingår i släktet Elephantulus och familjen springnäbbmöss. IUCN kategoriserar arten globalt som livskraftig. Inga underarter finns listade i Catalogue of Life.
Arten når en kroppslängd av 20 till 29 cm, inklusive en 10 till 15,6 cm lång svans och vikten är 41 till 98 g. Pälsen har på ovansidan en gråaktig färg med brun skugga på ryggens topp och ljusbrun skugga på bålens sidor. Undersidan är täckt av vit päls. Huvudet kännetecknas av vita ringar kring ögonen och av en gulbrun fläck bakom varje öra. Elephantulus myurus har vid bakfötterna en svart undersida.
Denna springnäbbmus förekommer i södra Afrika från Malawi över Zimbabwe och Botswana till östra Sydafrika och Lesotho. Arten vistas i klippiga områden med bergssprickor.
Individerna är vanligen dagaktiva men de letar ibland under skymningen eller sällan under natten efter föda. Vid matbrist kan de tidvis inta ett stelt tillstånd (torpor). Arten äter olika insekter. När honor inte är brunstiga lever varje individ ensam. De varnar varandra för fiender med pipande läten och genom att trumma med foten på marken. Honor har troligen flera kullar mellan september och mars. Dräktigheten varar cirka åtta veckor och sedan föds tvillingar eller ibland en unge. Honor blir efter 5 till 6 veckor könsmogna. Östlig klippelefantnäbbmus lever vanligen upp till 13 månader och sällan upp till 19 månader.